# Othfresen

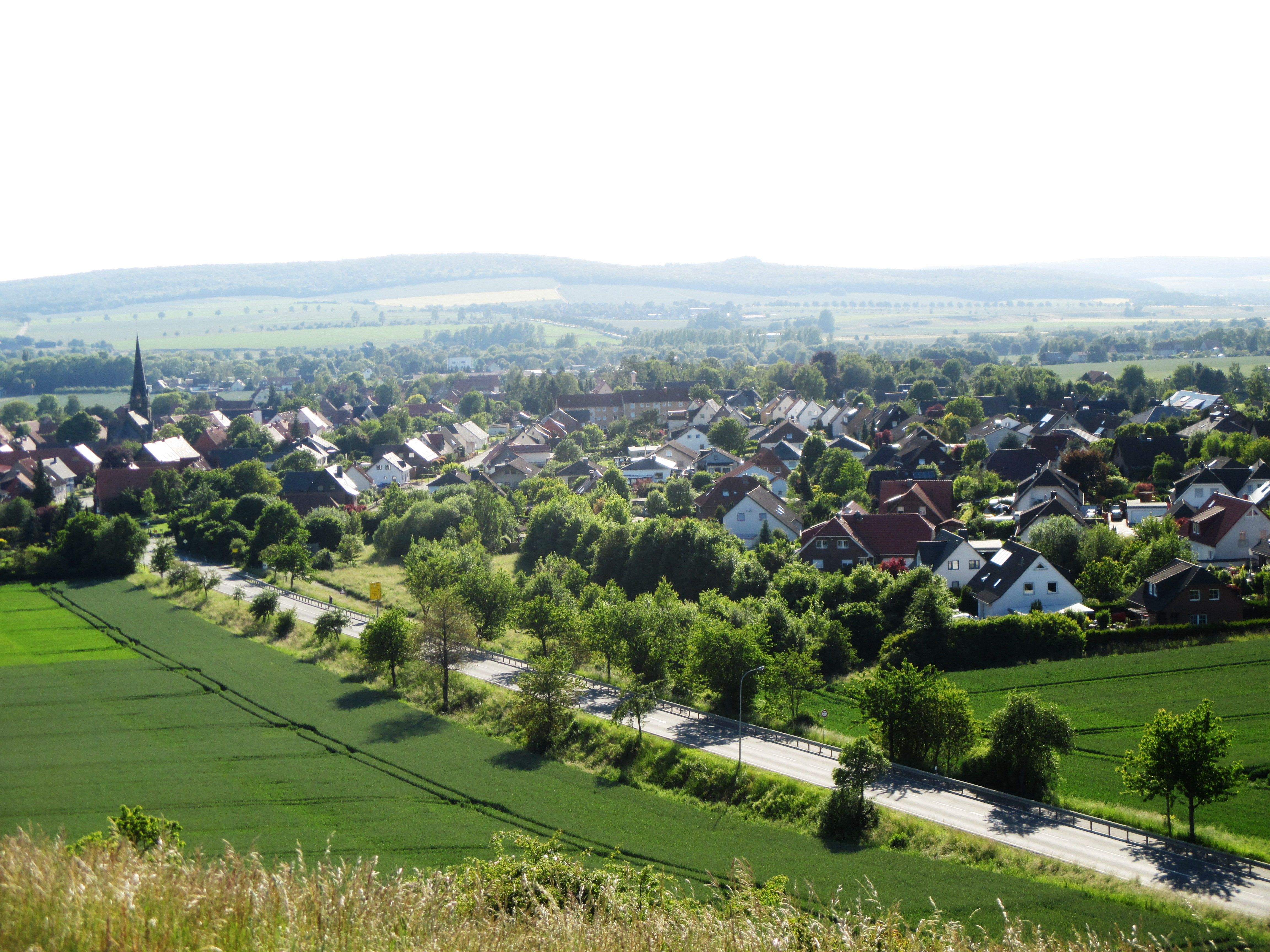
Blick auf den Ortskern

Der Ort Othfresen [otˈfʁezn] ist mit etwa 1850 Einwohnern die zweitgrößte Ortschaft innerhalb der Gemeinde Liebenburg im Landkreis Goslar (Niedersachsen).

## Geographie

### Geographische Lage
Othfresen befindet sich im südöstlichen Teil von Niedersachsen zwischen der westlich verlaufenden Innerste und dem östlich liegenden Salzgitter-Höhenzug. Beide Bereiche befinden sich in einem Landschaftsschutzgebiet. Der Ort liegt im nördlichen Harzvorland zwischen 151 m im Tal der Innerste und erreicht mit 307 m auf dem Bärenkopf östlich der Ortschaft ihre höchste Erhebung.
Othfresen liegt etwa 35 km südöstlich von Hildesheim. Goslar liegt ungefähr 10 km südlich, Braunschweig 29 km nordöstlich und Salzgitter-Lebenstedt 15 km nördlich.
Folgende Orte umgeben Othfresen:
| Hohenrode   | Salzgitter-Bad                              | Klein Mahner |
| Upen        | Kompassrose, die auf Nachbargemeinden zeigt | Heimerode    |
| Ostharingen | Heißum                                      | Döhren       |

### Ortsgliederung
Neben dem gleichnamigen Hauptort besteht Othfresen noch aus zwei weiteren Ortsteilen:
- Heimerode ist ein östlich gelegener Ortsteil mit ca. 250 Einwohnern, der in den 1930er Jahren zur NS-Zeit als Siedlungsstelle für Bergarbeiter errichtet wurde, die in den nahe gelegenen Erzgruben das für die Kriegsproduktion rare Eisenerz abbauten. In den 1960er Jahren wurden die Abbaustätten wegen mangelnder Rentabilität geschlossen.
- Posthof ist ein Ortsteil mit nur sehr wenigen Einwohnern, eher ein Wohnplatz westlich von Othfresen. Hier wurde im Jahr 1569 an einer damals bedeutenden Straßenverbindung eine Poststelle gegründet. Heute entsteht hier ein größeres Industrie- und Gewerbegebiet.

## Geschichte

### Chronik
Die Gegend bei Othfresen war wohl bereits vor 10.000 Jahren besiedelt. Dies unterstützen archäologische Ausgrabungen, bei denen unter anderem Werkzeuge entdeckt wurden. Weitere Funde wie ein Urnenfriedhof der Germanen auf dem Flöteberg aus dem 3. Jahrhundert oder eine Begräbnisstätte der Sachsen aus dem 7. und 8. Jahrhundert zeigen, dass auch danach immer wieder Menschen in dieser Gegend am Innerstetal siedelten.
Die erste urkundliche Erwähnung des Ortes findet sich in einem Schriftstück des Klosters Ringelheim vom 17. Januar 941. In den darauffolgenden Jahrhunderten blieb Othfresen zunächst ein Bauerndorf, das gegenüber umliegenden Klöstern und Gütern steuerpflichtig war. 1317 wurde ein Hof des Bischofs von Hildesheim, der sich im Dorf befand, dem Amt Liebenburg unterstellt. Ein weiterer Hof gehörte dem Kloster St. Georg. Auch andere Besitztümer im Dorf gehörten zum Eigentum kirchlicher Einrichtungen.
Ab 1569 lag Othfresen verkehrstechnisch günstig an einer Postroute. Dies hatte 1847/48 den Bau des Passes über den Flöteberg im Salzgitter-Höhenzug zur Folge. Die Postroute verlor jedoch ihre Bedeutung im Jahr 1869 durch den Bau eines Bahnhofs. Das Bahnhofsgebäude kam 1879 dazu. Es wurde 1906 noch einmal erneuert. Heute ist der Bahnhof jedoch stillgelegt.
Seit 1870 war Othfresen eine eigenständige Gemeinde, die am 1. Juli 1972 bei der niedersächsischen Gemeindereform der neu gegründeten Einheitsgemeinde Liebenburg angegliedert wurde.
Zur Geschichte der Postroute und des Eisenhüttenwerks im 19. Jahrhundert siehe: Posthof
Die Bergbaugeschichte in dieser Region lässt sich im östlich gelegenen Höhenzug erkunden, wobei sich auch im Dorfinneren die historische Wandlung nachvollziehen lässt. Anlässlich der 1050-Jahr-Feier wurden an fast allen historisch relevanten Orten und Gebäuden Hinweisschilder aufgestellt.
Im Zuge der kontinuierlichen Dorferneuerung wurden viele der über hundert Jahre alten Gebäude saniert, darunter die Schmiede, die Schule, die Post und zahlreiche Fachwerkhäuser.

### Ortsname
Der Name Othfresen wird im Niedersächsischen Ortsnamenbuch (2018) als Zusammensetzung der in der Region häufigen Endung -hausen (niederdeutsch -husen, verschliffen zu -[s]sen) mit dem Personennamen *Ōdfrīd (Ottfried) gedeutet. Daraus wurde Otfredessen (1542) und durch den Schwund von intervokalischem -d- Odfresen (1631). Othfresen bedeutet demnach „Ottfriedshausen“.
Eine andere Deutung bietet der von der Gemeinde Liebenburg veröffentlichte Text, wonach Othfresen verlassene (öde) Einfriedung, die zum Schutz gegen Kriege an der Grenze zwischen Densigau und Lerigau errichtet und später aufgegeben wurde, bedeutet.

### Einwohnerentwicklung
| Entwicklung | Jahr | Einwohner |
| --- | ---- | --------- |
| Die zur Anzeige dieser Grafik verwendete Erweiterung wurde dauerhaft deaktiviert. Wir arbeiten aktuell daran, diese und weitere betroffene Grafiken auf ein neues Format umzustellen. (Mehr dazu) | 2011 | 2.069     |
| Die zur Anzeige dieser Grafik verwendete Erweiterung wurde dauerhaft deaktiviert. Wir arbeiten aktuell daran, diese und weitere betroffene Grafiken auf ein neues Format umzustellen. (Mehr dazu) | 2012 | 2.016     |
| Die zur Anzeige dieser Grafik verwendete Erweiterung wurde dauerhaft deaktiviert. Wir arbeiten aktuell daran, diese und weitere betroffene Grafiken auf ein neues Format umzustellen. (Mehr dazu) | 2013 | 1.986     |
| Die zur Anzeige dieser Grafik verwendete Erweiterung wurde dauerhaft deaktiviert. Wir arbeiten aktuell daran, diese und weitere betroffene Grafiken auf ein neues Format umzustellen. (Mehr dazu) | 2014 | 1.955     |
| Die zur Anzeige dieser Grafik verwendete Erweiterung wurde dauerhaft deaktiviert. Wir arbeiten aktuell daran, diese und weitere betroffene Grafiken auf ein neues Format umzustellen. (Mehr dazu) | 2015 | 1.934     |
| Die zur Anzeige dieser Grafik verwendete Erweiterung wurde dauerhaft deaktiviert. Wir arbeiten aktuell daran, diese und weitere betroffene Grafiken auf ein neues Format umzustellen. (Mehr dazu) | 2016 | 1.914     |
| Die zur Anzeige dieser Grafik verwendete Erweiterung wurde dauerhaft deaktiviert. Wir arbeiten aktuell daran, diese und weitere betroffene Grafiken auf ein neues Format umzustellen. (Mehr dazu) | 2017 | 1.901     |
| Die zur Anzeige dieser Grafik verwendete Erweiterung wurde dauerhaft deaktiviert. Wir arbeiten aktuell daran, diese und weitere betroffene Grafiken auf ein neues Format umzustellen. (Mehr dazu) | 2018 | 1.891     |
| Die zur Anzeige dieser Grafik verwendete Erweiterung wurde dauerhaft deaktiviert. Wir arbeiten aktuell daran, diese und weitere betroffene Grafiken auf ein neues Format umzustellen. (Mehr dazu) | 2019 | 1.874     |
| Die zur Anzeige dieser Grafik verwendete Erweiterung wurde dauerhaft deaktiviert. Wir arbeiten aktuell daran, diese und weitere betroffene Grafiken auf ein neues Format umzustellen. (Mehr dazu) | 2020 | 1.874     |
| Die zur Anzeige dieser Grafik verwendete Erweiterung wurde dauerhaft deaktiviert. Wir arbeiten aktuell daran, diese und weitere betroffene Grafiken auf ein neues Format umzustellen. (Mehr dazu) | 2021 | 1.854     |
| Die zur Anzeige dieser Grafik verwendete Erweiterung wurde dauerhaft deaktiviert. Wir arbeiten aktuell daran, diese und weitere betroffene Grafiken auf ein neues Format umzustellen. (Mehr dazu) | 2022 | 1.841     |
| Die zur Anzeige dieser Grafik verwendete Erweiterung wurde dauerhaft deaktiviert. Wir arbeiten aktuell daran, diese und weitere betroffene Grafiken auf ein neues Format umzustellen. (Mehr dazu) | 2023 | 1.840     |
| 2011–2023 jeweils zum 31. Dezember des Jahres Quelle: |      |           |

### Kirchen

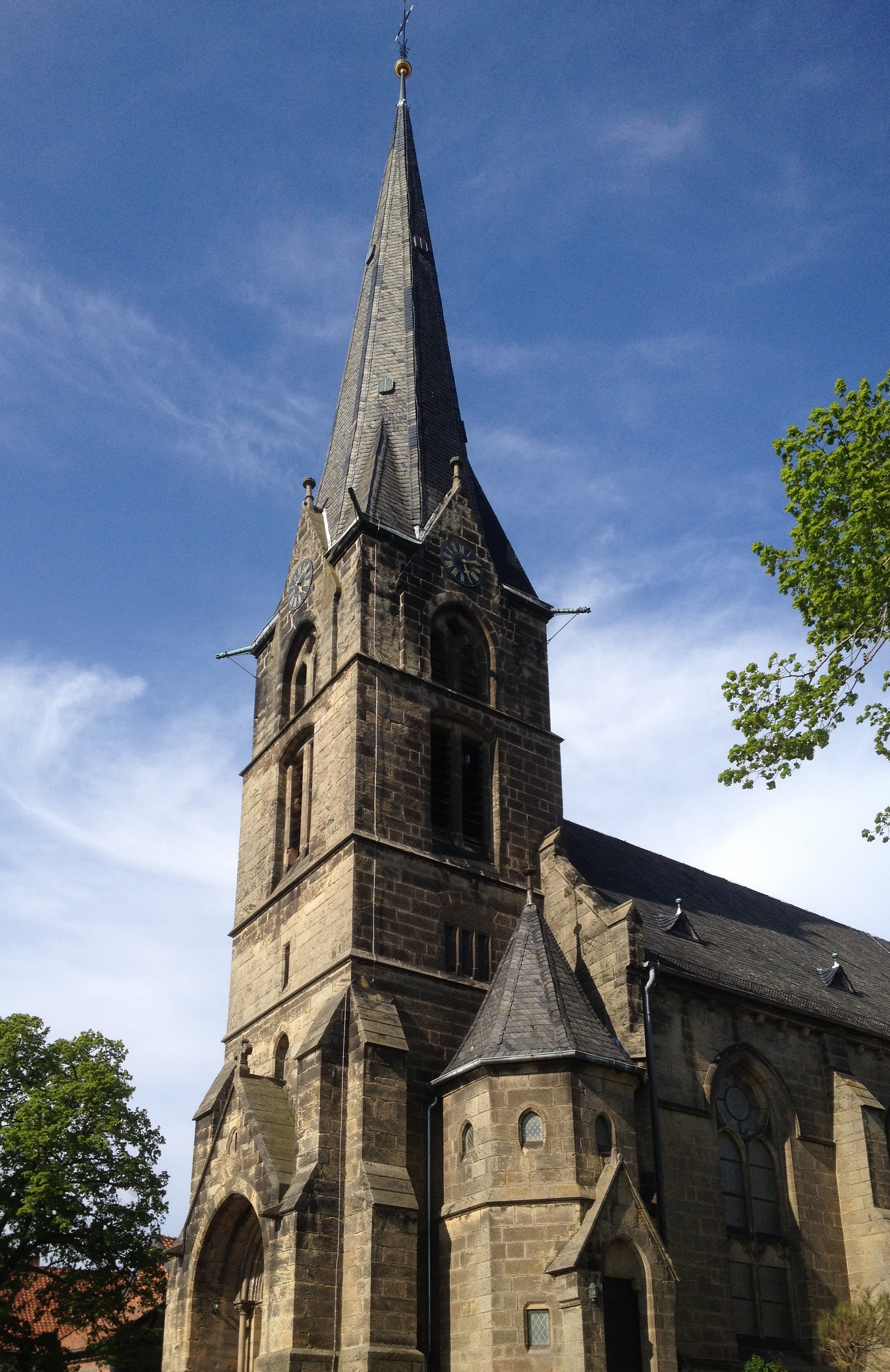
Ev.-luth. Erlöserkirche

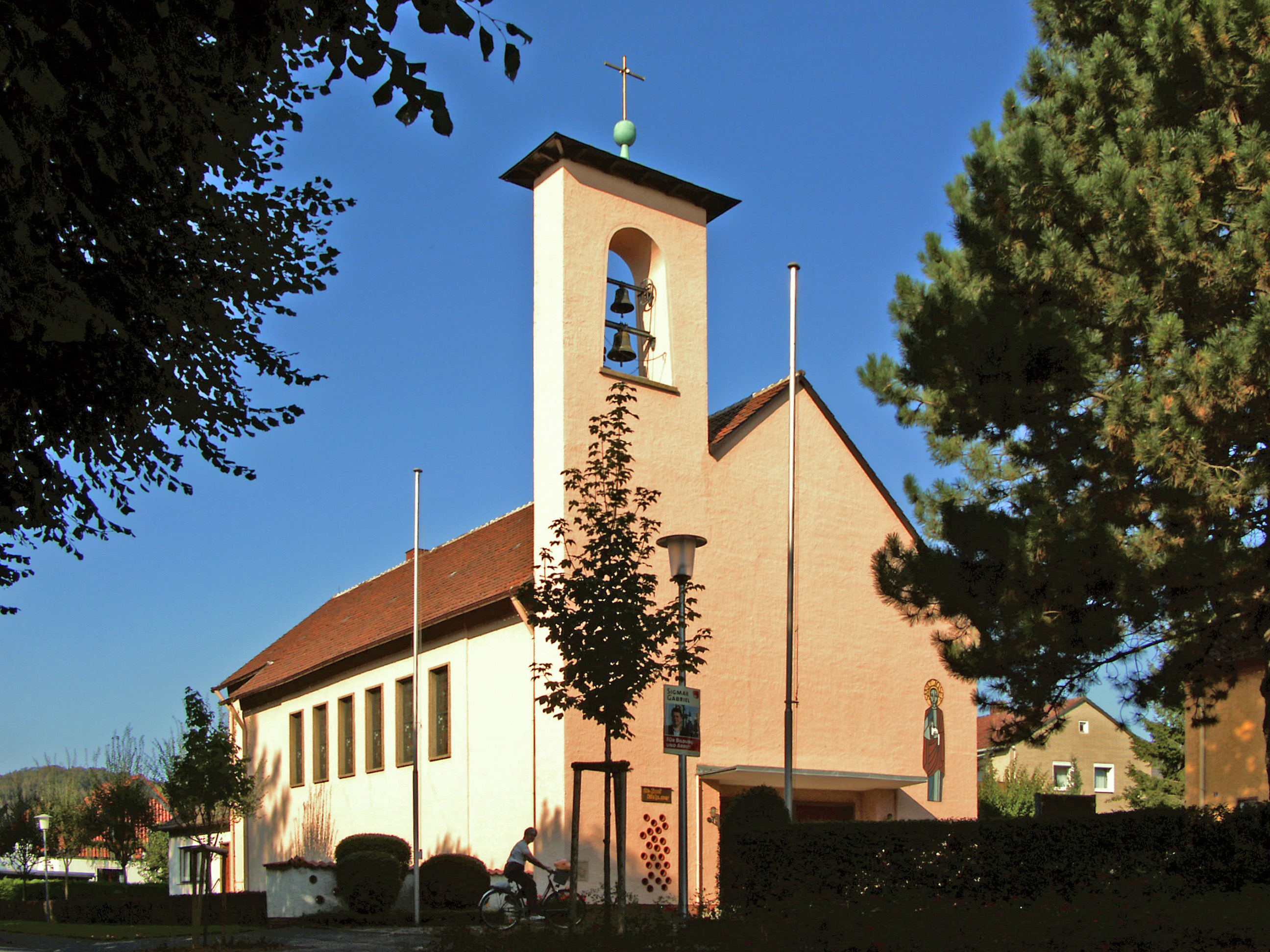
Katholische Kirche St. Joseph

Die vermutlich aus dem 11. Jahrhundert stammende alte Dorfkirche wurde wegen Baufälligkeit in den Jahren 1893 bis 1895 durch einen repräsentativen neugotischen Neubau nach Plänen von Eduard Wendebourg ersetzt. Diese Kirche mit ihrem 47 Meter hohen Turm beeindruckt durch ihre Schlichtheit und Stilreinheit. Zum 100. Jahrestag der Grundsteinlegung am 10. Oktober 1993 erhielt sie den Namen Erlöserkirche.
Das Geläut fällt durch seine für eine hiesige Dorfkirche sehr tontiefen Glocken auf.
Daneben besteht seit 1957 die römisch-katholische Kirche St. Joseph im Ort, heute Filialkirche der Pfarrei St. Mariä Verkündigung in Liebenburg. Sie wurde wegen Sparmaßnahmen des Bistums Hildesheim 2009 zur Schließung vorgesehen, ist heute jedoch durch einen Förderverein im Bestand gesichert.

### Naturdenkmäler
Neben der evangelischen Erlöserkirche befindet sich eine jahrhundertealte, als Naturdenkmal anerkannte Linde („Kirchlinde“). Auch die am Flöte- und Galgenberg gelegenen Kalkmagerrasen sind wegen ihrer einzigartigen Artenvielfalt geschützt.

## Politik

### Ortsrat
Der Ortsrat von Othfresen setzt sich aus sieben Ratsfrauen und Ratsherren zusammen.
Bei der Kommunalwahl 2021 ergab sich folgende Sitzverteilung (Veränderungen zu 2016):
- SPD: 4 Sitze (±0)
- CDU: 3 Sitze (±0)

### Ortsbürgermeister
Ortsbürgermeister ist Harald Fricke (SPD).

## Regelmäßige Veranstaltungen
- Sonntags unregelmäßig Gottesdienst in der Erlöserkirche, sowie zweimal in der Woche heilige Messe in der Kirche St. Joseph
- Osterfeuer am Ostersonntag organisiert von der Jugendfeuerwehr
- Walpurgisfeier am 30. April
- Erstes Wochenende im September: Großes Dorffest mit Festumzug (bis zu 20 geschmückte Festwagen, 5 bis 10 Musikkapellen). Abschließendes „Bierfest“ am folgenden Samstag

## Wirtschaft und Infrastruktur
Bis in die erste Hälfte des 20. Jahrhunderts spielte die Landwirtschaft in Othfresen die dominierende Rolle. Erst durch den Abbau der Erzvorkommen im Bereich des Ortes sowie der Stahlerzeugung im nahen Salzgitter ab den 1930er Jahren gewann die Region an wirtschaftlicher Bedeutung, was sich auch in der Einwohnerentwicklung widerspiegelte. Im Jahr 2008 waren noch sieben landwirtschaftliche Betriebe aktiv. Nach dem Niedergang des Erzabbaus in den 1960er Jahren haben sich in und um Othfresen mehrere neue Industriebetriebe angesiedelt. Der Tourismus hat keine Bedeutung. Heute sorgt die moderne Landwirtschaft wieder für eine starke Prägung.
Kindergarten und Grundschule (Haupt- und Realschule in Liebenburg) gehören zur Infrastruktur des Dorfes. Alle weiterführenden Schulformen befinden sich in Goslar und Salzgitter-Bad.

### Verkehr
Westlich von Othfresen verläuft die B 6 zwischen Hildesheim und Goslar. Die L 500 verläuft in östlicher Richtung nach Liebenburg und weiter nach Schladen, nach Westen über Lutter am Barenberge nach Bockenem.
Etwa 20 km nordwestlich an der B 6 befindet sich die Autobahnanschlussstelle Derneburg/Salzgitter an der A 7. Ebenfalls etwa 20 km westlich befindet sich die Anschlussstelle Seesen an der A 7 und 12 km östlich befindet sich die Auffahrt Schladen-Nord an der A 36.
Die meisten Ortschaften der Gemeinde Liebenburg, sowie die Städte Salzgitter und Goslar sind im Stundentakt mit den Bussen der Firma Harzbus zu erreichen.

#### SPNV
Der im Jahre 1879 an der Bahnstrecke Hildesheim–Goslar erbaute und etwas außerhalb der Ortschaft gelegene Bahnhof von Othfresen ist bereits seit Mitte der 1980er Jahre aufgelassen. Die nächsten Regionalbahnhöfe liegen in Salzgitter-Bad, Salzgitter-Ringelheim, Schladen, Vienenburg und Goslar.
In einer Karte des Regionalverbands Großraum Braunschweig vom Juli 2021 in Bezug auf SPNV-Infrastrukturmaßnahmen im Verbandsgebiet ist die Reaktivierung des Bahnhofs Othfresen unter „Vorüberlegungen“ gelistet.

## Abwasser
Othfresen besitzt eine der ersten Wurzelraum-Pflanzenkläranlagen ihrer Art. Sie wurde schon 1974 als Pilotanlage errichtet.

## Persönlichkeiten
- Christian Ludwig Henneberg (1637–1675), Theologe
- Gustav Macke (1875–1958), Maler
- Dirk Wippermann, Diskuswerfer